# فرودگاه میدل کایکوس
فرودگاه میدل کایکوس (به انگلیسی: Middle Caicos Airport) یک فرودگاه همگانی با کد یاتا MDS است که یک باند فرود سنگفرش دارد و طول باند آن ۷۵۰ متر است. این فرودگاه در کشور جزایر تورکس و کایکوس قرار دارد.